# TERMINAL (Salyuのアルバム)
『TERMINAL』（ターミナル）は、2007年1月17日にトイズファクトリーから発売されたSalyuの2枚目のスタジオ・アルバム。

## 概要
作品プロデュースは小林武史。
初回プレス盤は特製パッケージ仕様、および特製ステッカー2種類封入。
シングル曲として発表した「風に乗る船」「Tower」「name」「プラットホーム」の4曲をはじめ、Bank Band with Salyuとして発表した楽曲「to U」のSalyu単独歌唱によるバージョン「to U (Salyu ver.)」など、全13曲が収録されている。なお、「プラットホーム」はアウトロにSEを使用したアルバムバージョンで収録されており、サブタイトル「～Merry Go Round～」が付いている点がシングル版と異なる。
前作『landmark』は作品プロデュースのみならず楽曲制作もほぼ小林の手によるものであったが、本作では作詞に一青窈を迎えて制作され、一青は全13曲中6曲の作詞を手掛けている。
また、本作収録の「I BELIEVE」ではSalyu自身が単独で作詞を行っており、非シングル曲だがMVも作られている。Salyuは以前にもシングルタイトルチューンとして発表した「Dialogue (ダイアローグ)」やLily Chou-Chou時代から存在する「体温」など4曲の歌詞を小林と共作で書いていたが、単独で作詞を務めるのは初である。
また、「トビラ」も非シングル曲だがMVが制作されており、これには小林武史が出演している。
売上面では、これまで最大初動売上を記録していたシングル「プラットホーム」の初動売上・最高位を大きく更新し、2007年2月に自身初のゴールドディスク認定（日本レコード協会）を受けた。

## 収録曲
- 全作曲・編曲：小林武史

1. トビラ（5:39）
作詞：小林武史
2. 風に乗る船（5:06）
作詞：小林武史
3. 鏡（5:19）
作詞：小林武史
4. プラットホーム 〜Merry Go Round〜（5:10）
作詞：小林武史
5. 故に（4:51）
作詞：一青窈
6. Tower（4:58）
作詞：一青窈
7. Apple Pie（5:52）
作詞：一青窈
8. I BELIEVE（5:15）
作詞：Salyu
9. 夜の海 遠い出会いに（5:17）
作詞：小林武史
10. name（5:14）
作詞：一青窈
11. be there（5:05）
作詞：一青窈
12. heartquake（5:46）
作詞：一青窈
13. to U (Salyu ver.)（8:14）
作詞：櫻井和寿

## 演奏
- 小林武史
  - Piano, Keyboards
  - Guitar (#9)
  - Bass (#4.9.10)
  - Chorus (#1.12)
- 名越由貴夫：Guitar (#1-3.5-8.10-12)
- キタダマキ：Bass (#1-3.5-8.11.12)
- あらきゆうこ：Drums (#1-8.11.12)
- 四家卯大：Cello (#13)
- 一青窈：Chorus (#10)
- 吉田誠：Computer Programming (#1.2.3.4.6-13)
- 安達練：Computer Programming (#1-7.9-13)